# Seitai

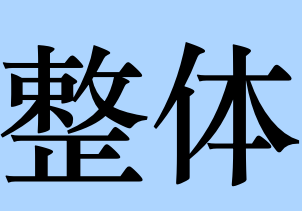
Ideograma de Seitai

El Seitai (整体) és una activitat cultural sobre la vida i la salut desenvolupada en l'àmbit educatiu. Fou desenvolupada al Japó per Haruchika Noguchi (1911-1976) cap a mitjans del segle xx. La paraula està composta per dos ideogrames: SEI (regulat, coordinat, en ordre) i TAI (cos, organisme), que es pot traduir com «el cos en ordre».
El terme «seitai» ja existia en la medicina tradicional xinesa des de fa segles. Però és durant la dècada del 1920 que al Japó es recupera i es fa servir amb uns ideogrames diferents; primer, per Michio Takahashi, un mestre de seitaijutsu i més tard per Haruchika Noguchi a partir de 1943. En el seu desenvolupament tingué rellevància les reunions realitzades per un grup d'experts en diferents àmbits de la medicina tradicional japonesa, anomenat Dainippon Rengo Chiryoshikai, grup que fou liderat per Noguchi.
Seitai, ordenar, organitzar el cos, és la traducció literal del japonès al castellà. Seitai és una manera d'entendre, d'atendre, d'observar i cultivar la naturalesa humana de cada individu; cada ésser viu, d'una manera única i irrepetible. Es centra en conrear i respectar, no dominar ni controlar, la manifestació espontània de la vida que flueix a través del nostre organisme.
El seitai es coneix a Barcelona per la tasca que va fer a partir de 1973 Katsumi Mamine, i a Palma Itsuo Tsuda a partir de 1972.

## Antecedents històrics
L'origen de la paraula «seitai» està exposada en una obra en japonès de Michio Takahashi, un mestre de seitaijutsu (正体術) molt popular a començaments de la dècada del 1920. Mallory Fromm ho resumeix així:
Segons fonts fiables, el terme «seitai» prové de la medicina clàssica xinesa i és conegut des de fa segles. Al començament del segle xx, aquesta paraula era més popular, però amb ideogrames diferents.
Michio Takahashi va utilitzar ja el terme «seitai». L'ideograma per a «sei» és 正, que vol dir, "natural, correcte", tot i que Takahashi l'utilitzà com a verb. Takahashi parla del seitai com a: tadashii karada (正體), «el cos conforme» (correcte/cos adequat). El terme per a cos, karada (體), prové del xinès clàssic; aquest fet suggereix que Takahashi volia orientar la seva escola en una línia concreta.
També s'escrivia «seitai» amb l'ideograma 正体, un nou kanji per a escriure «cos» i que li donava un enfocament més modern. Posteriorment aparegué amb la grafia, 正胎, que es pot traduir com a «l'úter conforme». Això va donar lloc al terme seitaijutsu escrit així: 正胎術, que es traduiria com «l'art de l'úter conforme». Més endavant, va derivar cap a 生体, el «cos viu». I, finalment com a 整体, «posar el cos en el millor ordre possible», terme que Noguchi va fer públic l'any 1943. Aquesta escriptura de la paraula «seitai» va esdevenir el referent i actualment és coneguda com a «Seitai Noguchi».

## Seitai Noguchi
El que es coneix actualment per seitai, la cultura seitai ha estat desenvolupat per Haruchika Noguchi al Japó després de la Segona Guerra Mundial. Noguchi col·laborà i coordinà un grup de destacats experts en medicines tradicionals del Japó, que es reuniren periòdicament durant la Segona Guerra Mundial. Yoshida Naoki descriu així la composició d'aquest grup:
Abans i després de guerra, existia una organització anomenada Dainippon Rengo Chiryoshikai, sota la direcció de Haruchika Noguchi. Recordo Akiko, la dona de Noguchi, dient-me: «Amb perspectiva, sembla que aquest va ser el període més feliç de la seva vida». De fet, és probable que fos així perquè el seitai sōhō havia arribat a la seva maduresa, de manera que aquest període ha sigut el moment en què la filosofia del seitai ha pres forma.

### El grup Dainippon Rengo Chiryoshikai
El grup Dainippon Rengo Chiryoshikai estava constituït per individus de primer nivell en el món de la terapèutica tradicional al Japó. El mestre Noguchi no va donar mai noms però, pel que se sap, tots eren membres rellevants, amb ganes de compartir els seus secrets i les tradicions que coneixien. Per a cada tipus de sōhō eren acceptats tan sols els resultats de les experiències basades en el tractament de vint persones o més. D'aquesta manera, els membres presentaven resultats més consistents i, a partir d'aquell moment, el seitai sōhō va ser considerat un mètode terapèutic preferent.
Alguns membres eminents del grup:
- El famós Mestre Gosaku Nonaka, que podia curar ràpidament les malalties de pell.
- El Mestre Uzo Nagamatsu, que havia descobert el «punt de Nagamatsu», també anomenat “detox punt” (5è punt de l'abdomen).
- El Mestre Seiji Miyamawari, conegut per diagnosticar les malalties amb les úniques indicacions que obtenia en tocar el còccix.
- El Mestre Kazumichi Shibata, fundador del sokushindo, que se centraven en els peus i les mans.[9][10]
- El Mestre Shinichi Yamada practicava el puraana sōhō [prāṇha sōhō], una tècnica relacionada amb el yukihō.[11][12]

Sembla que hi havia també el mestre Ryotaro Kajima que va inventar 978 tècniques (sōhō), dels quiropràctics i dels acupuntors, i era un mestre que viatjava a peu pels pobles de pescadors de tot Japó, tot investigant sobre el soseihō, una tècnica de reanimació tradicional.
Noguchi els anomenava els seus «col·legues» tot i que entrava en competició amb ells. Chiwaki Matsumoto, del Reigaku Dōjō, és el mestre que va exercir la influència més important sobre el mestre Noguchi. Hi havia també Kyotsuki Matsubara que va descobrir el katsugen undō. Es pot distingir clarament la traça de Michio Takahashi, el fundador del seitaijutsu, un altre mestre que va precedir Noguchi.
El mestre Noguchi, a partir de la seva sensibilitat, va anar incorporant entre els detalls tècnics que aquests altres mestres compartien. Incorporava elements a partir dels efectes observables per, a continuació, aplicar-los en el desenvolupament del seitai sōhō. Es pot dir que aquesta és la història menys coneguda del seitai.
Aquesta llista hauria de ser completada amb Keizo Hashimoto, inventor del Sōtai (操体), i Tsunezo Ishii, creador de la mètode del «ki viu» del qual Noguchi reconeixia haver-se inspirat molt. La teràpia d'aquest últim està molt connectada amb el katsugen undō:
Tsunezo Ishii (1875- ?) era un gran general de l'exèrcit japonès. Jubilat l'any 1923, va tornar d'Amèrica després d'haver servit a l'ambaixada japonesa. Va formar el Seiki Kenkyujo (Living Ki Research Institute). Aquest institut havia per a objectiu d'utilitzar els poders de guariment del ki per a una «teràpia d'auto-reforçament del ki viu» (生気自強療法 seiki jikyō ryōhō). Va publicar tres llibres sobre aquesta teràpia l'any 1925 Utilitzava el sistema nerviós per despertar el moviment espontani.

## La perspectiva de Noguchi
Haruchika Noguchi, havia estudiat de manera autodidacta molts mètodes terapèutics orientals i occidentals. Però el Seitai Noguchi no només es recolza en el coneixement de mètodes terapèutics o en observacions relacionades amb la salut, sinó també en ensenyaments del Tao i el Zen. Tanmateix, als anys cinquanta, quan ja tenia uns quaranta anys, va decidir de renunciar a l'enfocament terapèutic. Itsuo Tsuda, escriptor i filòsof que va estudiar amb ell, descriu aquest canvi de perspectiva de la següent manera:
«Quan ell [H. Noguchi] aconseguia curar l'estómac dèbil d'algú, el pacient es posava a menjar sense mesura i tornava però amb mal al fetge; era un simple traspàs, un canvi de malaltia. La gent es posaven a fer disbarats sense tenir en compte les necessitats del seu organisme, amb la idea que n'hi havia prou amb anar a veure Noguchi per posar-se bé. Esdevenia el reparador dels errors comesos pels seus pacients. S'havia establert un grau important de dependència. Quan s'absentava per anar de viatge, els seus pacients estaven neguitosos i emmalaltien. Tractant de treure les crosses dels pacient, ell mateix era una altra crossa, però aquesta vegada encara més gran. Llavors és quan arribà a desenvolupar el concepte de Seitai, perquè la gent pogués caminar amb els seus propis peus. Cal aprendre a servir-se del propi cos.»
El Seitai descansa sobre el postulat de Noguchi que el cos té una capacitat natural per reequilibrar-se de manera que s'assegura el seu bon funcionament. En el cas contrari, perd aquesta capacitat quan s'utilitza de manera poc adequada; perd sensibilitat (desensibilitza), o esdevé apàtic. El Seitai té l'objectiu de restaurar aquesta sensibilitat i aquestes capacitats d'autoregulació o reequilibri.
Segons Haruchika Noguchi, a força de buscar una vida més fàcil o de buscar protegir-se per aconseguir una bona salut, el cos es va afeblint: 
Tots els animals viuen rebent els canvis externs com a estímuls, i s'adapten a ells. Adaptar-se significa viure modificant la forma o les funcions del cos perquè aquest s'acomodi a l'entorn. Només l'ésser humà considera que és sa el fet de viure adaptant l'entorn a les seves necessitats. Per aquesta raó, fa constantment esforços per alterar aquest entorn. Per arribar aquí més ràpidament, he vingut en cotxe, però si d'això en fem una activitat diària acomodada, les nostres cames es van afeblint gradualment i com s'afebleixen, tindrem més iniciatives per a evitar l'esforç de caminar.
Hi ha també l'aliment: hem trobat maneres perquè sigui més digerible, fent-lo bullir, o rostir, o amanir-lo. Però si llavors no els bulls, o els rosteixes ja penses que és serà difícil de menjar; i si l'aliment no és molt digerible, l'estómac trobarà que li costa, perquè l'estómac s'ha adaptat també a aquesta situació.[] Així cada vegada que adaptem l'entorn a nosaltres mateixos, sorgeix la necessitat de fer noves millores per facilitar la digestió i ens debilitem encara més […] Però això no vol dur que haguem perdut la nostra facultat natural, no es per això que ens afeblim.»
Segons aquesta concepció, la salut és considerada d'una manera particular: la malaltia no és més que el símptoma d'un cos que tracta de restablir el seu equilibri, i esdevindrà una malaltia crònica quan els recursos per restablir la salut falten o estan obstaculitzats. Haruchika Noguchi en parlava així «Si us fa mal, fa mal, oi? Si fa mal és perquè les forces del cos s’uneixen, s’activen les connexions de tot el cos i es repara la lesió. El dolor, la febre alta i la diarrea són activitats de recuperació del cos.»

## Pràctiques Seitai

### Seitai Sōhō
El Seitai Sōhō (整体 操法) (操法?) (o tècnica Seitai) és una actuació que pretén ajudar el cos d'un individu a recuperar la seva pròpia vitalitat, permetent així que es reequilibri tot sol. Aquesta intervenció ha de ser específica i adaptada a cada individu, i sols els experts formats a l'institut Seitai Kyōkai de Tòquio saben aplicar-la. Segons les situacions, aquests poden igualment proposar exercicis corporals específics (体操 Taisō) que estimulen les reaccions naturals del cos. Aquests exercicis específics els pot fer un mateix o, en certs casos, amb l'ajuda d'una altra persona.

### Katsugen Undō
El Katsugen Undō (活元運動?) (o «Moviment regenerador» en la traducció d'Itsuo Tsuda) està descrit per Haruchika Noguchi com un exercici del sistema motor extrapiramidal (que està format pels circuits nerviosos responsables de la motricitat involuntària, com els reflexos i el control de la postura): «El cos humà està dotat d'una capacitat natural que reajusta la seva situació. Aquesta capacitat és responsabilitat del sistema motor extrapiramidal. Aquesta pràctica va ser reconeguda pel Ministeri d'Educació japonès, posteriorment, Ministeri d'Educació, de la Cultura, dels Esports, de la Ciència i de la Tecnologia.

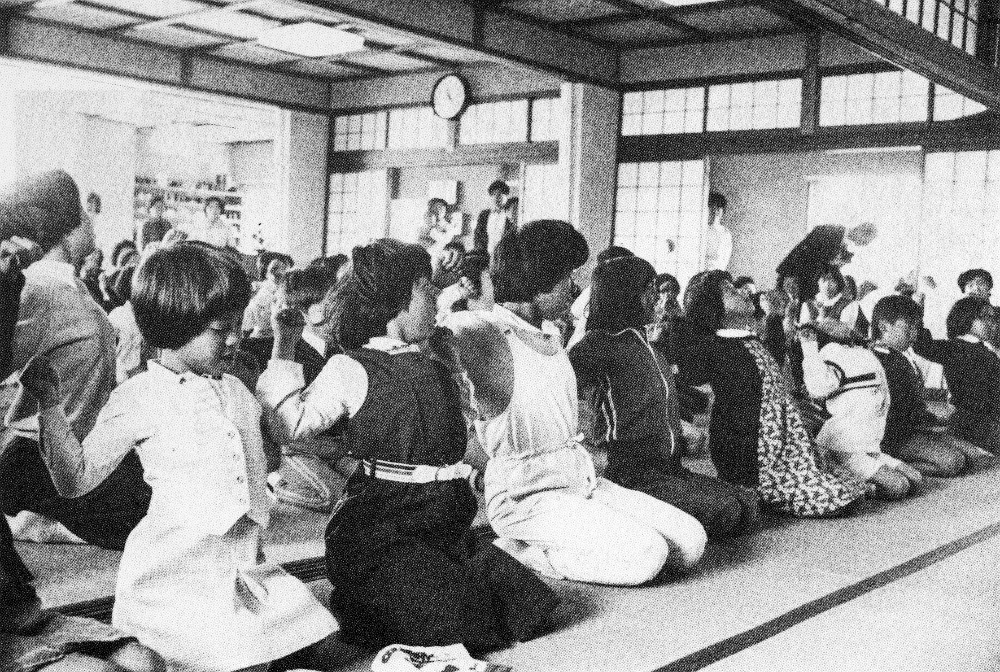
Joves practicant Katsugen Undō al Seitai Kyōkai, Tòquio, 1970

Yuusuke Noguchi, fill de Haruchika Noguchi i responsable tècnic de l'institut Seitai, en parlava així:
[És] una mena d'educació física que utilitza el moviment involuntari. Així, hauríeu de considerar-ho com un mitjà per restaurar la resiliència del cos. Segurament no és una forma de «misticisme oriental». Realment no hi ha res verdaderament extraordinari en el Katsugen Undō. És simplement la manifestació d'una activitat interna que posseeixen originàriament els éssers humans.»
En altres termes, com precisa Itsuo Tsuda:
Hi ha dues formes de moviment regenerador: una existeix de fet en tots els individus, en forma de reaccions naturals de l'organisme, com són badallar, esternudar, moure's mentre dormim, etc.; l'altra, la pràctica desenvolupada fa mig segle, pel Mestre Haruchika Noguchi».
Haruchika Noguchi ha desenvolupat així un mètode per practicar un tipus de gimnàstica responsable d'exercitar aquest sistema involuntari. Aquesta pràctica s'inscriu plenament en la seva concepció del Seitai, que hauria de permetre al cos de reequilibrar-se ell mateix. Els exercicis tècnics preliminars d'aquesta pràctica apunten llavors a posar el cos en un estat de receptivitat vers les seves pròpies necessitats: «No es fa el moviment regenerador. És ell que es desencadena, responent a les necessitats de l'organisme.»

### Yuki
El yuki, al costat del katsugen undo, és una de les pràctiques senzilles de la cultura seitai. Noguchi la va definir a partir dels ideogrames yu (agradable) i ki (vida o comunicació amb un mateix i amb els altres, a través de les mans); és a dir, ki (txi) agradable. Desenvolupa un diàleg interior per tal de recuperar la fluïdesa del moviment espontani. Fins a 1948, Nouchi denominava amb el terme «shokushu», aquesta comunicació espontània que sorgeix de les mans i la respiració. "Shoku" es pot traduir per "tacte o contacte" i "shu" vol dir "mans".
Aquesta pràctica se la pot fer un mateix o es pot realitzar per parelles per tal de cultivar la sensibilitat natural amb les mans. Abunden diverses pràctiques amb les mans, algunes d'elles en el context de determinades religions o activitats espirituals. Però el yuki no té aquest tipus d'enfocaments i és molt simple perquè es basa en uns actes instintius que qualsevol persona té; és habitual en la relació entre una mare i el seu fill, posar-se la mà en la zona del cos que molesta (un queixal, la panxa, etc.). El yuki fa servir les mans només per posar l'atenció en la respiració automàtica que vol recuperar una amplitud perduda; recuperar el moviment de la respiració pectoventral.

### Taiheki
Noguchi va crear el concepte de taiheki per assenyalar una "certa definició congènita i hereditària, que es transmet de pares a fills i d'avis a néts, i fa que, en la naturalesa de cada ésser humà, predominin una o diverses de les cinc oseis + i -". I la va resumir en la següent classificació (basada en el que ell exposava en dos dels seus llibres els grups de taiheki i els tipus de taiheki:
| Grups          | Tipus              |
| -------------- | ------------------ |
| Dalt a baix    | I (+) i II (-)     |
| Esquerra-dreta | III (+) i IV (-)   |
| Davant-darrere | V () i VI (-)      |
| Torsió         | VII (+) i VIII (-) |
| Tancar-obrir   | IX (+) i X (-)     |
| Hipersensible  | XI                 |
| Hiposensible   | XII                |

## El Seitai a Occident
El Katsugen undō fou introduït a Europa per Itsuo Tsuda als anys 1970. Aquest va ser a l'origen molts grups de moviment regenerador (Katsugen Kai), a Àsia (Tòquio, Seul, Busan) i a Europa (París, Ginebra, Madrid, Palma, Brussel·les, Eivissa, Roma, Milà, Londres). També es va instal·lar a Europa per transmetre el Seitai, Kuniaki Imoto. El seu pare va conèixer Haruchika Noguchi. A França, Andréine Bel ensenya una síntesi del Seitai i de l'art del reboutage amb el nom de "Yukidō" ("La via del Ki feliç") L'altre gran mestre que ha impulsat el Seitai a Europa ha sigut Katsumi Mamine, un deixeble directe de Noguchi; el seu dojo és a Barcelona.
Als Estats Units, Mallory Fromm, professor de Cultures comparades a la Universitat Meiji de Tòquio i format durant vint anys al Noguchi Seitai, ha fundat SIKE (“Spinal Integration Ki Energy”), un enfocament que fusiona el Seitai amb una tècnica occidental anomenada “fisiosíntesi”
Al final del núm. 1 de la revista Zensei, traduïda al castellà pel Dojo de Barcelona, que es començà a editar l'agost de 1977, apareixen el centre de Tokio, Seitai Kyokai (Societat Seitai), i en les activitats Seitai d'Europa es citen: Seitai Barcelona (Katsumi Mamine), Judo-Manresa (Francisco Naval), COPP-Mataró (Eliseu Masafrets), Judo-Terrassa (Francisca Garrido), i els dojos dirigits per Itsuo Tsuda a diferents ciutats europees (Kodokan-Palma, París, La Non-Libreria de Milà, Le 7 Spighe de Roma, i el dojo de Ginebra).

### El Seitai a Catalunya
L'activitat seitai a Catalunya gira al voltant de la tasca del mestre Katsumi Mamine. Katsumi va començar a fer seitai-soho a Barcelona a partir de 1973, i aviat tingué centenars d'alumnes. El 1975, s'inaugurà el Dojo Seitai de Barcelona i durant uns anys va existir una estreta relació entre el dojo de Barcelona i el Seitai Kiokai del Japó. Durant aquells anys, Seitai del Japó enviava cada any al primogènit del mestre Noguchi a Barcelona, Hirochika Noguchi, com a corresponsal del Seitai Kiokai, al costat de algun dels íntims instructors del mestre. Així mateix, hi va haver uns 50 alumnes de Barcelona que van organitzar un viatge al Japó i van poder practicar, gràcies al Seitai Kiokai, en els diferents dojos de Tòquio, Kyoto, Nara, Hakone, etc. En una d'aquestes visites, Hirochika Noguchi i un instructor, van venir juntament amb el segon fill de mestre, Hiroyuki Noguchi, que col·laborava en la direcció de les pràctiques, a la banda de Hirosuke, successor i tercer fill. El Dojo de Barcelona va llogar una de les sales de la Fira de Montjuïc de Barcelona per a l'assistència de prop de 500 persones: Hiroyuki guià la pràctica conjunta de katsugen undo i Moriji Funakawa va fer de traductor.
Katsumi va reordenar el llenguatge de Noguchi sobre els cinc moviments, la seva estructura i el taiheki, i va objectivar el saber que el seu mestre havia revelat. En la cultura japonesa, el saber empíric havia tingut sempre un valor prou reconegut, sense necessitat de recolzar-se en el coneixement objectiu; però a occident és diferent. Katsumi, a més d'atendre diàriament a moltes persones a Barcelona, va iniciar a altres alumnes en la tècnica del seitai soho. A més, va començar a adaptar i traduir el llenguatge de Noguchi a un idioma europeu: el castellà. En aquest sentit, és destacable la traducció al castellà de la revista Zensei; Noguchi autoritzà Katsumi exclusivament per fer arribar les revistes en castellà als alumnes de Barcelona. Es publicaren 67 números des de 1977 fins a 1991.
Entre els seus alumnes destaquen alguns artistes rellevants, com György Sebok, Narciso Yepes, Antoni Ros Marbà, Cesc Gelabert, Lluís Claret i Gerard Claret, entre d'altres. També hi ha professionals de ioga i d'altres disciplines corporals. Els seus alumnes han obert centres per tot Catalunya (Mataró, Terrassa…)